# Двоенергетска рендгенска дензитометрија
Двоенергетска рендгенска дензитометрија или двоенергетска апсорпциометрија Х зрацима  (скраћено DEXA од енгл. речи Dual-energy X-ray absorptiometry) једна је од најчешћих дензитометријских метода која се користи у дијагностици промена у коштаном ткиву. Метода се заснива на примени двоенергетске апсорпциометрије Х зрака, који су различите јачине и врло малих дозе, који се пропуштају кроз испитивану кост. 

## Историјат
Дензитометрија костију у прошлости се одређивала применом једнофотонске дензитометрија уз помоћ моноенергетских гама зраке јода-125 (27,5 keV). Међутим овај начин мерења могао се примењивати само у регионима тела у којима нема много меког ткива. Док је у оним деловима тела где је око костију слој меког ткива дебљи, примењивани су гама зраци амерција-241 (60 keV). 
Више година касније започело се са применом двофотонске дензитометрије уз помоћ гадолинијум-153 (44 и 100 keV). 
Средином 80-их година 20. века развијена је рендгенска дензитометрија или двоенергетска апсорпциометрија ((енгл. Dual-energy X-ray absorptiometry, DEXA), која за мерење минералне густоће кости, иако примењује принципе двофотонске апсорпциометрије, уместо изотопа користе рендген или Х-зраке двеју различитих енергија. Предност ове методе у однсу на дотадашље јесте краће снимање и боља резолуција слика, мања доза зрачења, боља прецизност у интерпретацији резултата и знатно краће трајање снимања нпр. у поређењу са SPA и DPA методама. Ова метода данас је постала не само водећа већ и савремена метода дензитометрије за мерење густине костију.

## Основне поставке
Током живота, или у одређеним патолошким процесима у коштаном систему уз поремећај количине и структуре колагена, настаје и остеопороза, која се карактерише смањењем количине минерала у коштаном ткиву, односно мањом густином минерала у кости. Тако настаје један од узрока повећане кртости тј. ломљивости костију у болесника са остеопорозом.
Каско се на генске промене које последично утичу на грађу и количину колагена и коштаном ткиву не може, за сада директно утицати, може се донекле спровођењем одређених мера превенције или употребом лекова, побољшати количина минерала у костима и тиме смањити њихова ломљивост. Зато је важно код остеопорозе и њој сличних болести правовремено проценити коштану масу како би се у особа са редукованом коштаном масом покушало утицати у извесној мери на фактор ризика који је одговорни за настанак прелома кости.
Данас се за мерење густине кости, као водећа метода, највише употребљава двоенергијска рендгенска дензитометрија (DEXA) у којој се као извор зрачења употребљава ренгенска цев.
Метода двоенергетске рендгенске дензитометрије заснива се на разлици у апсорпцији гама рендгенских зрака, у кости и меком ткиву, за директно мерења густине минерала у костима (енгл. bone mass density, BMD) и количине минерала у костима (енгл. bone mineral content, BMC), које се подударају са коштаном масом. На основу добијених вредности може са са великом сигурношћу проценити коштана маса и дијагностиковати остеопороза.
Најважније регије за мерење коштане масе су лумбална кичма, врат бутне кости и кости подлактице, јер су то локализације највишег ризика за прелом ако је маса кости ниска.

## Карактеристике скелета у дензитометрији
Кости су сачињене од кортикалне и трабекуларне кости. Пршљенови и епифизнии део великих зглобова изграђени су углавном од трабекуларне кости, док су дуге кости грађене углавном од кортикалне кости. У трабекуларној кости метаболизам је најинтензивнији тако да су у већини болести и стања промене БМД израженије у трабекуларној него у кортикалној кости. Изузетак је код хиперпаратиреоидизма у коме деминерализација предоминантно захвата кортикалну кост (нпр врат бутне кости или дисталну трећину палчане кости). 
Супротно наведеном, код Кушингове болести захваћена је трабекуларне кост аксијалног скелета, код хипогонадизма трабекуларне кост кичме, а код акромегалије висок ниво хормона раста може довести до пораста густине кортикалне кости апендикуларног скелета. 
Стандардне регије мерења, применом двоенергетске рендгенске дензитометрије, су врат и укупна вредност у подручју проксималног дела бутне кости, лумбална кичма (Т-вредност за Л1-Л4) и подлактица (дистална 1/3). 
Мерење БМД у подручју подлактице врши се код болесника:
- са хиперпаратиреоидизмом,
- у болесника са телесном тежином која премашује границу дозвољене тежине коју наводи произвођача уређаја за двоенергетску рендгенску дензитометријату,
- у случају немогућности мерења и интерпретације БМД у стандардним подручјима, на пример након оперативних захвата у подручју кука или кичме,
- код изражених деформација и дегенеративних промена кичме.[5]

## Начин извођења
Дензитометријска метода која је засновани на двоенергетској рендгенској дензитометрији  или у дословном преводу са енглеског језика, двоенергетској апсорпциометрија Х зрака (енгл. Dual-energy X-ray absorptiometry, DEXA), заснована је на две различите јачине Х-зрака, врло малих дозе, које се пропуштају кроз испитивану кост. 
Иза испитиване кости налазе се сензори који мере интензитет Х-зрака који су прошли кроз кост. Потом се резултати обрађују у електронском рачунару. На основу разлике између прпуштене и апсорбоване енергије Х-зрака врши се процена густине минерала у кости која се изражава у апсолутним вредностима, или у g/cm². 
Самоиспитивање траје 10-15 минута, и не захтева никакву припрему, осим одстрањења металних делова са одеће. Изводи се у седећем положају уз држање подлактица на лежају апарата или лежећи на њему.

### Подручја мерења
Густина минарала у костима (БМД) мери се DEXA методом у подручју слабинског дела кичме, врата бутне кости (кук) и доње трећине палчане кости:
- Око 80% мерења изводи се у пределу слабинске кичми у антеропостериорној (АП) пројекцији,
- Око 10-15% мерења врши се на зглобу кука у АП пројекцији,
- Осталих 5-10% су специјализована мерења, као што су мерења целог тела, подлактице и лумбалне кичме у латералној пројекцији.

Мерење лумбалне кичме жена најзначајније је 10-15 година након менопаузе, при чему је клинички значајније подручје проксималног дела бутне кости. 
Снимање целог тела такође се све чешће примењује, јер је савремена опрема за дензитометрију омогућила скраћење времена потребног за испитивање.  

### Дозе зрачења и предности методе
Доза Х-зрачења примењене у DEXA дензитометрији су врло ниска, метода је једноставна, безболна и брза. Предности ове методе су ниска доза зрачења, висока прецизност и релативно ниска цена. Доза зрачења примљена при дензитометрија тако је мала да се ни особе које раде са уређајем не штите посебно од Х-зрачења, јер доза износи 1-3 mRema, што је еквивалентно дози зрачења која се прими током лета авионом у трајању 3-9 сати, или на површини Земље од космичког зрачења у трајању од 3-9 дана. Поређења ради, код других метода организам испитаника прими веће дозе зрачења: код СПА методе 5-10 mRema, а КЦТ 100-1.000 mRema. Такође поређења ради, током ренгенском снимању плућа просечна доза зрачења је 300 mRema, а при снимању свих зуба (ортопан) или CT-а трбуха 1.000-6.000 Rema. Просечна доза зрачења на површини Земље коју људи годишње приме износи око 400 mRema.
Друге методе су мање прецизне или знатно скупље, а неке су повезане и са применом високих доза зрачења.

## Интерпретација резултата
Основа за мерења густине кости применом двоенергетског извора зрачења је разлика у апсорпцији фотона у кости и меком ткиву. Математичком једначином, која описује апсорпцију две врсте енергија у систему који се састоји од две компоненте, меког ткива и кости, добију се вредности масе кости и меког ткива у  g/cm2.
Атенуација зрачења је пропорционална коштаној маси, а густина кости израчунава се поделом укупне коштане масе са површином кости у мереном подручју. 
Овај начин не даје праву коштану густину, већ такозвану површинску густину кости изражену g/cm², која једним делом зави од запремини кости. Изражавање резултата у дензитометријским мерењима састоји се од поређења вредности мерења добијених код болесника са референтним вредностима, које су у распону за популацију, или у јединицама стандардне девијације од средње вредности ( Z  вредност) или девијације од максималне вредности (Т вредност). 
Зато се вредности добијене дензитометријским мерењем густине минерала у кости (БМД) изражавају на један од следећа три начина:
- У апсолутним вредностима, у g/cm²;
- Као T  score (Т вредност),  или одступање максималне измерене вредности БМД од вршне коштане масе младих особа изражено у стандардним девијацијама (sd);
- Као Z score ( Z  вредност), или одступање измерене средње вредности БМД од просечне коштане масе особа исте старости изражено у стандардним девијацијама (sd).

### НормативСЗО
Светска здравствена организација је 1994. године усвојила квантитативну дефиницију остеопорозе код жена, коју је засновала на дензитометријском мерењу густине минерала кости и процени Т вредности, или као  као вредност минералне густине кости БМД (енгл. bone mineral density, BMD) која је најмање 2,5 SD мања од просечне вредности за младе здраве жене (Т-вредност ≤ - 2,5).
С обзиром на то да је DEXA дензитометрије брза, неинвазивна метода с минимумом зрачења, релативно прецизна и поновљива метода, усвајање ове  практичне дефиниције омогућило је масовну примену дензитометрије у дијагностици остеопорозе и праћењу резултата лечења. Утврђено је да је смањење вредности БМД-а за сваку стандардну девијацију повезано са 1,5 до 2,5-струким повећањем ризика за настанакп прелома.
На основу DEXA дензитометрије, добијени резултат мерења зависе од Т вредности, која према доле наведеној скали означава различиту коштану масу:
| Скала коштане масе    | Т вредност                |
| --------------------- | ------------------------- |
| Повећана коштана маса | Т > + 1                   |
| Нормална коштана маса | Т између - 1 и + 1        |
| Остеопенија           | Т између - 1,0 и - 2,5    |
| Остеопороза           | Т < - 2,5 (или Z < - 1,0) |

## Мерење укупне телесне коштане масе и састава тела
Савременији уређаји за DEXA дензитометрију опремљени су програмом за мерење састава тела (енгл. body composition) којим се врши мерење минерала у костима, садржај масног и немасног ткива, и врши приказ дистрибуције масног ткива у телу.
Овај програм користи се за праћење болесника који болују од; Кронове болести, целијакије, анорексије нервозе, цистичне фиброзе, код гојазности и метаболичког синдрома.

## Примена двоенергетске рендгенске дензитометрије у педијатрији
Примена двоенергетске рендгенске дензитометрије у педијатрији, захтева посебну врсту интерпретацији резултата DEXA дензитометрије јер су у дечјем и адолесцентном узрасту они повезани са значајном променом величине и облика костију током раста, посебно у пубертету.
Како је примена двоенергетска рендгенска дензитометрија у педијатрији још увек недовољно изучена, постоје бројна ограничења и недостаци за њену масовну примену. Према подацима из неких студија, двоенергетску рендгенску дензитометрију код деце, у дијагностичке сврхе, не би требало да обављају лекари ван специјализованих педијатријских центара, или ако се скенирање и врши ван тих центара, резултате не би требало тумачити, и предузимати лечења, без консултација са стручњацима из те области, јер се, већина фармацеутских препарата за лечење одраслих особа са ниском коштаном масом, може дати деци само у строго праћеном клиничком испитивању.
Двоенергетска рендгенска дензитометрија у педијатрији примењује се код;
- Примарне остеопорозе (нпр јувенилна идиопатска остеопороза, остеогенезис имперфецкта),
- Секундарне остеопорозе (нпр Кушингов синдром, хипертиреоза, хипопитуитаризам, хипогонадизам и различити поремећаји исхране),
- Код деце која су лечена глукокортикоидима, антиепилептицима или хемотерапијом.[12]